# Michael Lanzinger
Michael Lanzinger (* 21. Januar 1901 in Hagenhöfen, Wiesenfelden; † 26. Mai 1971 in Regensburg) war ein deutscher Politiker (CSU, BP). Er war von 1950 bis 1954 Mitglied des Bayerischen Landtages.

## Leben
Lanzinger besuchte die Volksschule in Heilbrunn und das Gymnasium in Straubing. Danach studierte er, unterbrach das Studium jedoch aufgrund des Todes seines Vaters. Von 1922 bis 1924 besuchte er die Landwirtschaftsschule und war von 1924 bis 1932 als selbstständiger Verwalter und Betriebsleiter auf mittleren und größeren Gutsbetrieben.
Als Angehöriger der Bayernwacht war er beim Freiwilligen Arbeitsdienst. Dort wurde er zunächst dienstenthoben. Nach drei Monaten kehrte er zurück und ihm wurde die Leitung großer Baustellen in Flurbereinigungen, Entwässerungen, Flussregulierungen und Bodenverbesserungsarbeiten übertragen. Im Zweiten Weltkrieg war er in verschiedenen Bereichen bei der Wehrmacht eingesetzt und geriet im November 1944 in Straßburg als Leiter des dortigen Meldeamtes in Kriegsgefangenschaft. Im Jahr 1945 kehrte als er als Schwerkriegsbeschädigter aus amerikanischer Gefangenschaft zurück.
Lanzinger war vom 27. November 1950 bis zum 12. Dezember 1954 für den Wahlkreis Oberpfalz Mitglied des Bayerischen Landtages sowie zunächst ab 1950 der dortigen BP-Fraktion und ab November 1954 der CSU-Fraktion. Im Landtag war er des Weiteren Mitglied des Ausschusses für den Staatshaushalt und stellvertretendes Mitglied des Zwischenausschusses.